# Vanessa DiBernardo
Vanessa Sue DiBernardo (* 15. Mai 1992) ist eine US-amerikanische Fußballspielerin, die seit der Saison 2023 bei den Kansas City Current in der National Women’s Soccer League unter Vertrag steht.

## Karriere

### Verein
Während ihres Studiums an der University of Illinois at Urbana-Champaign lief DiBernardo von 2010 bis 2013 für die Hochschulmannschaft der Illinois Fighting Illini auf. In 73 Spielen für die Illini erzielte sie 43 Tore und bereitete weitere 22 Treffer vor. Im Januar 2014 wurde DiBernardo beim College-Draft der NWSL in der ersten Runde an Position vier vom Franchise der Chicago Red Stars unter Vertrag genommen und debütierte dort am 19. April 2014 im Heimspiel gegen Western New York Flash. Ihr erstes Tor für Chicago erzielte sie am 23. Mai bei einem Auswärtssieg über das Franchise der Houston Dash. Im November 2015 wechselte sie auf Leihbasis in die australische W-League zu Perth Glory.

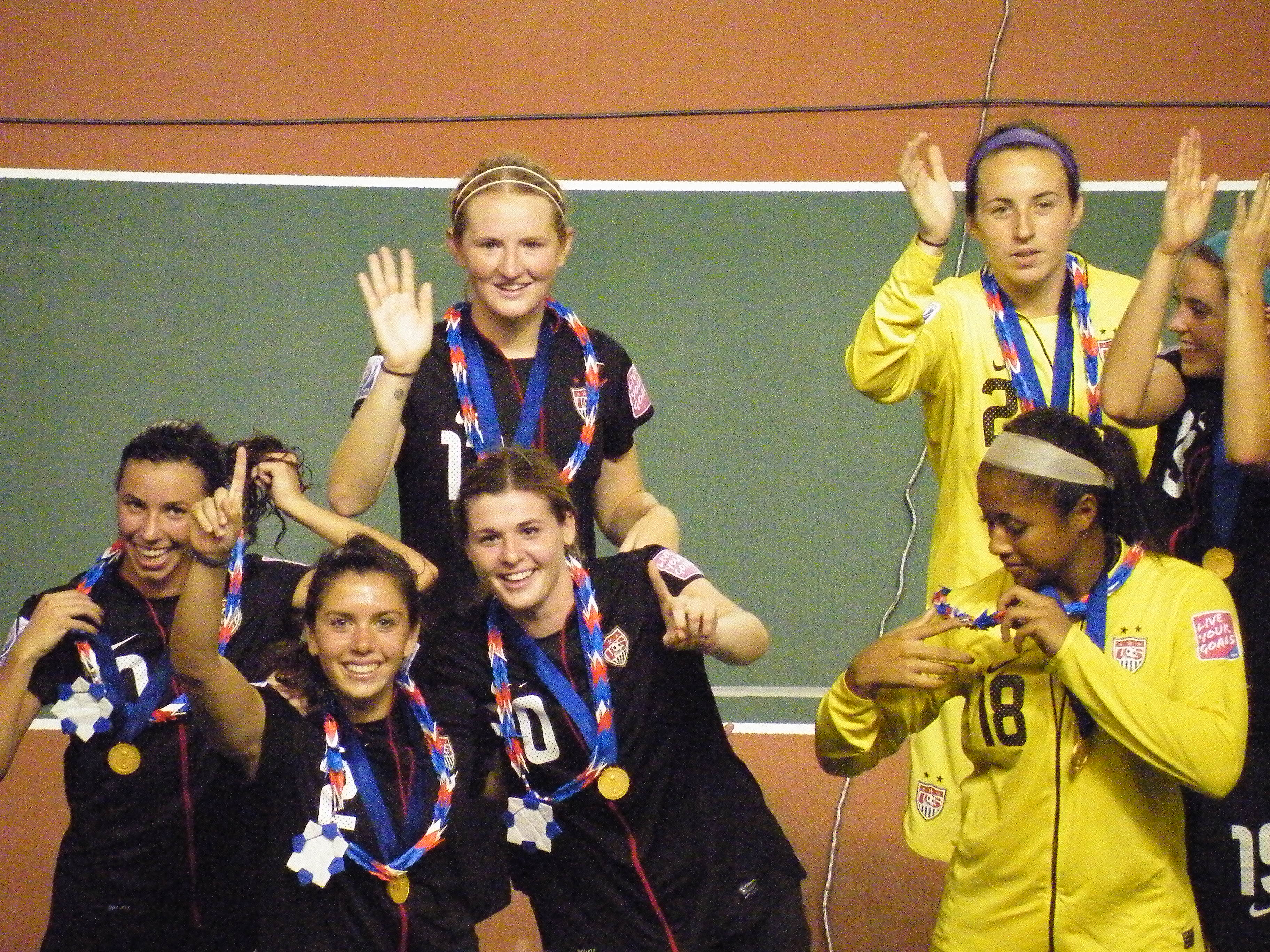
DiBernardo (links) nach dem Gewinn der U-20-Weltmeisterschaft 2012.

### Nationalmannschaft
DiBernardo debütierte im Jahr 2011 in der U-20-Nationalmannschaft des US-amerikanischen Fußballverbandes und gewann mit dieser die Weltmeisterschaft 2012, wobei sie im Turnierverlauf in allen sechs Spielen der Vereinigten Staaten zum Einsatz kam. Von 2013 bis 2015 lief sie zudem in fünf Spielen der US-amerikanischen U-23 auf. Ende August 2013 wurde DiBernardo als Ersatz für die verletzte Mittelfeldspielerin Megan Rapinoe erstmals in den Kader der US-amerikanischen A-Nationalmannschaft berufen, kam im Länderspiel gegen Mexiko am 3. September jedoch nicht zum Einsatz.

## Erfolge
- 2012: Gewinn der U-20-Weltmeisterschaft

## Privates
Vanessa DiBernardo ist die Tochter des ehemaligen US-amerikanischen Fußballnationalspielers und Olympiateilnehmers Angelo DiBernardo.